# CLOSERS
《CLOSERS》韓國遊戲廠Naddic集合了包括知名線上遊戲《艾爾之光》前開發者以及研發其他遊戲的人們所組成的團隊，而《封印者：CLOSERS》是款描述擁有異能力的Closer與異界生命體戰鬥的動作線上遊戲，以動漫畫風的人物設定與劇情，結合高速動作為特色。

## 設定
因為覆蓋整個世界的不明影響，許多人類覺醒了能夠使用特異超能力的體質，這些人被稱為超能力者，其中有人將能力用來作惡，也有人用來行善。加入了統一的組織來執行特定任務的超能力者們被稱為特工，而利用超能力與跨越次元侵略的次元獸作戰的則被稱為封印者「Closers」，故事圍繞著一群因為各種原因而獲得超能力的封印者們逐步挖掘超能力的真相並抵禦敵人，擊退強敵並守護世界。

## 故事大綱
故事起源於數千年前，彼時的人類還沒有超能力者的概念，而另一個次元的造物陰錯陽差地來到這個世界，並見證了人類的發展，為了守護人類文明微小的火苗，被稱為拂曉星光的他決定捨身斷絕兩個次元的聯繫，將力量化為封印，並把結界設立於南極，自此守護人類數千年。
隨後來到遊戲開始時點的18年前。异次元生命体「次元獸」，因為未知的原因跨越次元之门攻擊地球。人類的攻击手段无法与之匹敌，世界便在绝望中逐步沦陷。此時，於人類中出現了少部分能夠操縱與次元種相似力量的個體，這些人於日後被稱為「封印者」，其中被稱為傳奇的「群狼小隊」更是英勇奮戰擊倒此次戰爭的禍首「龍之軍團」。封印者們也在世界各地開始集結，擊退了世界各地的次元種，也因為他們的戰績，日後流傳了許多佳話。

### 第一部第一章：至高圓盤
時間來到現在，次元之門因為未知原因在全球各地再次開啟，故事初期由黑羊小隊切入劇情，並在更新中逐步投入紅狼小隊、夜梟小隊、嚙鼠小隊等角色來逐步擴充劇情。
起初，黑羊小隊在江南值勤時發現頻發的次元門現象，並在追查之下輾轉經過（舊）九老車站、新江高中，之後在G大廈碰見由帕切斯組建的清除部隊「紅狼小隊」。原來，紅狼小隊是受到Union委託，用來清理黑羊小隊經歷的戰場的倖存者的特殊小隊，在此過程中，紅狼小隊的訓練官與隊員都發覺聯繫人柯蕾婭的陰謀，將其粉碎後，跟隨黑羊小隊的足跡來到國際機場，並成功得到空中戰艦AI「休格」。
紅狼與黑羊得知了Union高階幹部傑拉德的真實目的後便趕往美國紐約，意圖阻止傑拉德的成神計畫，最後紅狼小隊全員以免除罪刑為交換來配合討伐，在粉碎傑拉德的野心後，紅狼的成員正式加入Union成為一員。

### 第一部第二章：總長陰謀
在傑拉德的計畫失敗後，Union總長米歇爾決定啟動他的計畫，收到消息的黑羊與紅狼隨即趕往米歇爾位於德國的古堡據點。由於整座古堡同時也作為Union的研究基地使用，駐守在該地區的便是由資深特工沃爾夫姜帶領的夜梟小隊。
在進入夜梟之城並查閱資料後，他們才發現包括黑羊小隊的米斯特汀，以及夜梟小隊的露娜、索瑪和賽特均是因為夜梟之城的實驗而誕生的人造人，而人造人體內安裝有遙控程式，於是黑羊、紅狼與夜梟便不得不在必須對抗夥伴的狀況下一邊尋找研究員霍夫曼的下落。未料，霍夫曼同時將研究成果作用於自己身上，使自己的身體半次元獸化，進而得到能暫時與特工抗衡的戰鬥力。所幸另一名研究員金在利發現霍夫曼在城內安裝了多處小型抑制器，使自己的半次元獸程度能被控制，小隊成員們將抑制器一一破壞後才得以捕獲霍夫曼。
儘管活捉了霍夫曼，特工們還是遲了一步，總長米歇爾已乘坐專用直升機飛往其他落腳處，並且在眾人稍微卸下警戒時，霍夫曼再次啟動半次元化，打傷看守人後逃走。不得已之下，夜梟小隊與紅狼和黑羊合流，並隨著總長的直升機訊號前往下一個目的地──韓國釜山。
有別於其他城市，因為十多年前的次元戰爭中特工們不計一切清除次元獸的行為，導致釜山市內受災程度嚴重，但特工們卻不需要負擔任何損害賠償，這使得釜山市民意對於仰賴超能力者相當反感，因此現任釜山市長閔秀浩與財團合作，利用昆蟲型次元獸的殘骸開發了特警隊裝甲，使安裝了全套措施的隊員能夠使用裝甲來擊退次元獸。
因為不待見超能力者的緣故，起初釜山市長是不願意讓小隊隊員們停留的，但黑羊小隊的J卻讓閔秀浩回憶起在第一次次元戰爭期間，守護了釜山市的英雄「阿爾法騎士」的事蹟。當年，群狼小隊的J僅憑一己之力便擊退了強力次元獸軍團，使釜山市民有更多逃離的時間，於是釜山市便視阿爾法騎士為英雄。
因此閔秀浩答應讓所屬Union的三支小隊在釜山停留，隨後紅狼小隊的薇歐莉特利用話術使市長相信特警隊盔甲具有需要實際改進的技術缺陷，答應讓帕切斯的技術人員隨同提供協助。
未料在協助特警隊擊退次元獸途中，他們發現有不知名人士利用易容能力化身為熟識的人來離間，經歷了多重設局與調查，他們捕獲了與霍夫曼有私下交易的前紅蠍小隊特工，協助釜山市解除危機，但也發現黑羊小隊管理特工伊織靜被植入了次元獸之卵「莫斯提馬」，由於次元獸之卵若被植入超能力者體內，可以透過體內產生的超能力來消解卵，本身無法使用超能力的伊織靜被釜山市長緊急轉移至醫療群落賽騰城進行治療。
在賽騰城計畫敗露的霍夫曼，輾轉逃到賽騰城郊外，與自己的妻子，也是釜山市長特約醫生H醫生會合，並在賽騰城使多枚莫斯提馬孵化，使賽騰城近郊陷入混亂。
同時，總長計畫發表演說，將問題與罪過都推給帶領反總長派的伊織靜等人承擔，而特工們則在清晨之際闖入演說並救出受困的管理特工們，將真相公布給全世界，使總長米歇爾受到追責而敗逃。
另一方面，在走投無路之際，H醫生讓最後一枚卵在自己身上孵化，卻使得霍夫曼被孵化後的德瑪托比亞殺死，特工們驚險地討伐德瑪托比亞之後也得知了總長的最後一個目的地──南極。

## 登場角色
见CLOSERS角色列表

## 游戏玩法
《封印者：CLOSERS》拥有单人游戏的故事模式（副本）与多人组队的通关模式（副本、特殊战），还有1对1PK及3對3PK的竞技场模式，另外附有跳舞功能。

## 開發
遊戲引擎由製作團隊Naddic Games自主開發的NKX引擎，以秒80幀率以上的高速動作與如同動畫的人物設定和劇情是其特徵。製作團隊在開發初期有苦惱一陣子，並發現以現代背景為主的遊戲大多沒有時尚、華麗的感覺，他們認為這樣的遊戲應該是有市場的，便想要開發以現代背景為特色的遊戲，結合現代建築物、現代環境特色與時尚的衣服，這樣在開發上或許比較會有挑戰性，但也覺得會受歡迎。製作團隊的成員們是群喜愛動漫畫的遊戲開發者，對日本動漫都有興趣甚至有很高的造詣，希望實際上可以在遊戲有所發揮，便決定在遊戲加入動漫要素，並以動漫風格角色原型來發表。製作團隊當初認為，比起那種幻想性、非現實的背景來研發故事，他們還是喜歡以現代、較有現實感的內容來發展故事，這是故事最開始的考量。在開發角色時也是相同想法，比起非現實的英雄，製作團隊比較想開發與玩家有親近感的角色，便此創造了黑羊小隊，小隊成員有的是大學生，像李世河喜歡玩遊戲，李雪菲熱愛看電視劇，這就像是製作成員的朋友們會有的習慣，都是以親近玩家、貼近玩家為目的來作的角色設定。但在設計女高中生時，為了想了解女高中生的模樣，因此吃了不少苦頭。像有的人想像中女高中生就是每天漂漂亮亮的，但製作團隊在設定角色時則是與現實比較貼近，例如徐維莉的家庭環境比較不好，她必須要打工、賺錢，夢想就是能成為公務人員這樣。在反派方面，會穿著現實中沒人會想穿的服裝以及說一些很隨便的話。
曾在研發過《艾爾之光》的美術設計師金東煥表示，Naddic Games的成員並非全來自《艾爾之光》的研發團隊，也有來自其他遊戲的人，在製作遊戲時希望做出與《艾爾之光》不同的區別。在各職業平衡性方面，製作團隊有透過全體角色傷害量與實際打副本的時間、PVP勝率等統計來調整平衡，基本上有在持續調整每個角色的平衡，相對來說較弱的角色也都有持續在改善，不管是角色比較弱或是玩家操作感覺不方便等，雖然都有在改善，但因為無法一次性的做調整，所以會根據難易度，一步步持續進行。
在與NPC對話時，會因角色的不同而有著不同的對話內容，以此凸顯角色的個性。之後推出的紅狼小隊在設定上是敵對團體，會在不同的故事中與黑羊小隊同時進行，並打造不同的時間觀點。

### 發行
2012年12月14日，遊戲在韓國媒體ThisIsGame的報導下首度公開。2013年9月公開封閉測試宣傳影片並預告將在12月進行遊戲測試。同年12月，製作團隊宣布將在21、22日進行邀請測試（Inviation Test），以邀請小規模玩家的方式來進行測試。在進行內部測試期間，製作團隊接受ThisIsGame的採訪，製作團隊表示測試結果讓他們非常滿意，並預計隔年夏天將進行開放測試。2014年4月28日，韓國Nexon宣布取得了韓國代理權。6月21日，在韓國進行焦點團體測試（FGT）。8月20日，在韓國封閉測試並持續至24日。11月20日，遊戲於2014年的韓國國際遊戲展示會展出，並宣布將在11日至14日在韓國展開公測前測（Pre-OBT）。12月，韓國Nexon表示製作團隊在充分的準備下決定將在23日進行公開測試。12月24日，在韓國開放公共測試。2015年6月，日本SEGA取得了日本的代理權，預定7月將會展開首度封閉測試。8月24日，日本釋出由SILVER LINK.製作的動畫版遊戲宣傳影片，並由日本樂團Fear, and Loathing in Las Vegas演唱。9月8日，日本伺服器遭惡意攻擊並於10月9日恢復營運。9月底国家新闻出版广电总局公布由暢遊代理的電子遊戲《封印者》已通過審核。2016年1月12日，世纪天成取得中國大陸的遊戲代理權並命名為。1月27日在中國大陸進行首次技术性测试至29日，3月25日進行二次技术性测试至27日，6月7日進行精英测试至6月12日，7月26日進行开放测试至8月25日。2017年1月17日，樂意傳播接下日本以及台港澳的代理權，並將於台北國際電玩展展出。2月24日，樂意傳播宣布遊戲正式定名為。3月31日，台港澳進行刪檔封測，並於4月5日結束。4月27日，台港澳進行公測。2023年2月23日，樂意傳播宣布台版《封印者：CLOSERS》將於2023年4月17日結束營運，並由Naddic繼承玩家資料在2023年4月24日開始營運。

## 其它媒體

### Web动画
2015年11月3日，在2015年韓國國際遊戲展示會的預覽記者會上，Nexon宣布正在準備以旗下的遊戲品牌《封印者》與《艾爾之光》以及《萌獸學園》來製作動畫，並以一集11分鐘、共12集的方式在2016年公開。26日，Nexon动画制作报告会宣布《CLOSERS：SIDE BLACKLAMBS》Web动画将由Studio Animal负责制作。2016年12月11日开始播放。
Staff
原作 - Naddic Games
导演 - Jo Gyeong-hun
脚本 - O Teu-seun
演出 - Gu Bong-hoe
动画制作 - Studio Animal
各话列表
| 話數  | 韓文標題         | 中文標題         | 英文標題               | 上傳日期       |
| ----- | ---------------- | ---------------- | ---------------------- | -------------- |
| 第1話 | 시작, 검은양 팀  | 開始吧，黑羊小隊 | Start,Team Black Lambs | 2017年2月6日   |
| 第2話 | 보다 중요한 것   |                  |                        | 2018年2月2日   |
| 第3話 | 과거와 현재      |                  |                        | 2018年12月21日 |
| 第4話 | 함께 한다는 것   |                  |                        | 2018年12月28日 |
| 第5話 | 복음을 말하는 자 |                  |                        | 2019年1月4日   |
| 第6話 | 결속과 이해      |                  |                        | 2019年1月11日  |

### 手機遊戲
2017年6月多，在中國出現一款由《CLOSERS》製作委員會營運的《封印之都》動作手機遊戲，遊戲強調由《封印者：CLOSERS》研發商Naddic Games監督製作。由於製作團隊收到許多玩家詢問與此款遊戲的關係，Naddic Games終於在官方Facebook做出聲明，Naddic Games的確有參與《封印之都》的遊戲世界觀企劃。
2023年2月，Naddic Games宣布全新手機遊戲《Closers RT：New Order》開始事前登錄，並於同年6月7日開始營運。同年6月15日，官方宣布遊戲將於7月15日停止營運並關閉伺服器。

## 爭議
2016年7月18日韓國女聲優金在妍在推特發布一張穿著「Girls Do Not Need a Prince（女孩不需要王子）」文字的T恤後，很快的被Nexon解雇。這件T恤是由韓國具有爭議性的女權組織Megalia所售賣。
2017年5月11日，在台港澳地區新增的泳裝虛擬抽獎，因為要收集整套的難度過高引發眾多玩家不滿，營運商樂意傳播在隔日發起道歉公告，並將該虛擬抽獎的商品改成商城販賣。玩家向公共政策網路參與平臺提案，希望能改善對線上遊戲的法規。

## 評價
PCGamesN將遊戲列入PC上最佳的動漫遊戲。越南媒體網站TCN將遊戲列入2018上半年最著名的五大MMORPG的第五。

## 外部連結
官方網站
- 韩国Closers官方网站（页面存档备份，存于）
- 日本Closers官方网站（页面存档备份，存于）（日語）
- 印尼Closers官方网站（页面存档备份，存于）
- 中國Closers官方网站（页面存档备份，存于）（简体中文）
- 台灣Closers官方網站（页面存档备份，存于）（繁體中文）
- 动画官方网站（页面存档备份，存于）

遊戲資訊
- Fandom上的更多相关：closers（中文）
- Fandom上的更多相关：closers（英文）
- CLOSERS  Wiki* 有關於這個主題的wiki在closers（页面存档备份，存于）（日語）